# HD65904
HD65904 — хімічно пекулярна зоря спектрального класу B4, що має видиму зоряну величину в смузі V приблизно  6,0.
Вона  розташована на відстані близько 1076,4 світлових років від Сонця.

## Пекулярний хімічний склад
Зоряна атмосфера HD65904 має підвищений вміст 
Si
.